# Vallée de Paray
Pour un article plus général, voir Réseau hydrographique d'Eure-et-Loir.
La vallée de Paray ou vallée de la Malorne ou vallée d'Andelaine[réf. souhaitée] est une rivière française du département d'Eure-et-Loir, affluent en rive gauche du Loir, sous-affluent de la Loire par la Sarthe et la Maine.

## Géographie
De sa source à sa confluence avec le Loir, la vallée de la Malorne ou vallée de Paray parcourt 24,9 km. Elle prend sa source sur la commune de Marchéville à 180 m d'altitude. Dans sa partie haute, la vallée de Paray côtoie le sentier de grande randonnée GR 655 ouest. Puis le cours d'eau passe sous l'autoroute A11 dite l'Océane.
Le cours d'eau conflue en rive gauche du Loir, à 126 m d'altitude à l'est de la commune d'Alluyes, à la limite ouest de Montboissier. Pour le SANDRE, c'est la vallée de Paray qui est l'affluent du Loir, alors que sur la carte du Géoportail, c'est la vallée de la Malorne.

### Communes et cantons traversés
Dans le seul département d'Eure-et-Loir, la vallée de Paray traverse les onze communes suivantes, d'amont en aval, de Marchéville (source), Magny, Blandainville, Épeautrolles, Charonville, Ermenonville-la-Petite, Saumeray, Bouville, Luplanté, Alluyes, Montboissier (confluence).
Pour les cantons, la vallée de Paray prend source dans le canton d'Illiers-Combray, traverse le canton de Voves et  conflue dans le canton de Châteaudun, dans les arrondissements de Chartres et de Châteaudun.

### Bassin versant
La vallée de Paray traverse une seule zone hydrographique « Le Loir de la Foussarde (nc) à l'Ozanne (nc) » (M102) pour une superficie totale de 781 km2. Ce bassin versant est constitué à 88,40 % de « territoires agricoles », à 9,39 % de « forêts et milieux semi-naturels », à 2,04 % de « territoires artificialisés », à 0,13 % de « surfaces en eau ».

### Organisme gestionnaire
L'organisme gestionnaire est le syndicat mixte d'aménagement et de restauration du bassin du Loir en Eure-et-Loir (SMAR Loir 28), créé le 1er janvier 2012

## Affluents
La vallée de Paray a deux affluents contributeurs référencés :
- la vallée de la Grande Borde[7] (rg[note 3]), 8,3 km sur les quatre communes de Bailleau-le-Pin (source), Sandarville, Épeautrolles, Blandainville (confluence), avec un affluent :
  - la vallée de Pommeray[8] (rg), 4,1 km sur les deux communes de Magny (source), Bailleau-le-Pin (confluence).
- la vallée de la Malorne[9] (rd), 13,2 km sur les cinq communes de Bailleau-le-Pin (source), Sandarville, Ermenonville-la-Grande, Luplante, Bouville (confluence).

### Rang de Strahler
Donc le rang de Strahler est de trois.

## Hydrologie

### La vallée de la Malorne à Bouville
La vallée de la Malorne a été observée à Bouville de 1972 à 1993 pendant 22 ans. Son module a été de 0,094 m3/s.

### Étiage ou basses eaux
À l'étiage, c'est-à-dire aux basses eaux, le VCN3, ou débit minimal du cours d'eau enregistré pendant trois jours consécutifs sur un mois, en cas de quinquennale sèche s'établit à 0,001 m3/s, ce qui reste très faible,.

### Crues
Sur cette courte période d'observation de 22 ans, le débit journalier maximal a été observé le 11 janvier 1982 pour 9,66 m3/s. Le débit instantané maximal a été observé le 22 février 1978 avec 14,20 m3/s en même temps que la hauteur maximale instantanée de 1 380 mm soit 1,38 m.
Le QIX 2 est de 5,4 m3/s, le QIX 5 est 9,9 m3/s, le QIX 10 est de 13 m3/s, le QIX 20 est de 16 m3/s et le QIX 50 est de 20 m3/s. Le QIX 100 n'a bien sûr pas pu être calculé vu la courte période d'observation.

### Lame d'eau et débit spécifique
La lame d'eau écoulée dans cette partie du bassin versant de la rivière est de 24 millimètres annuellement, ce qui est très en dessous de la moyenne en France, à 300 mm/an. Le débit spécifique (Qsp) atteint 0,8 litre par seconde et par kilomètre carré de bassin.